# 美第奇圣母

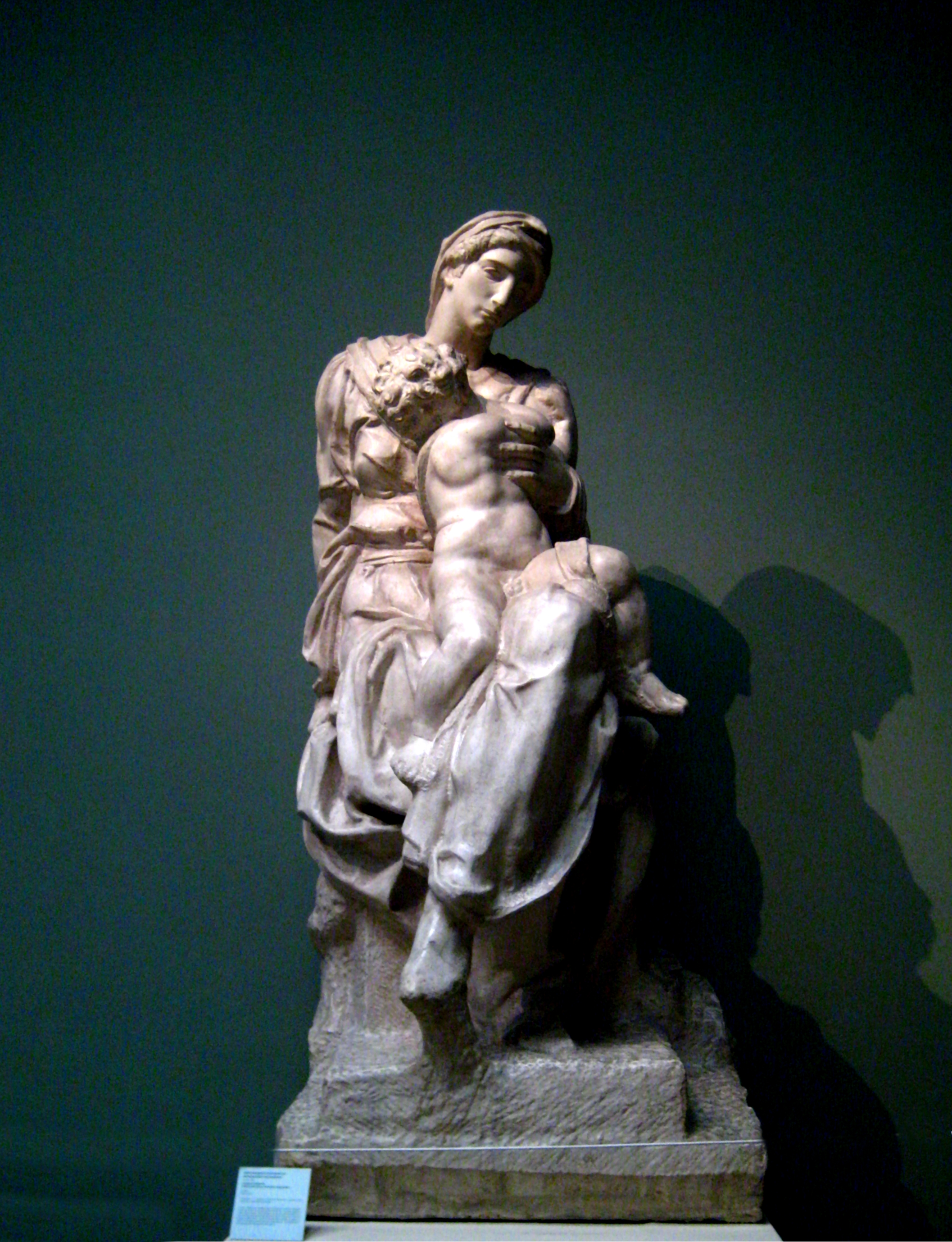

《美第奇圣母》（Medici Madonna）是意大利文艺复兴全盛期大师米开朗基罗的一尊大理石雕塑 高约226厘米。创作于1521–1534年，用于装饰佛罗伦萨圣老楞佐圣殿（Basilica di San Lorenzo）美第奇小圣堂新祭衣间（Sagrestia Nuova）的祭台。
根据米开朗基罗的信件和其他文件，这件作品早在1521年就开始创作，当时准备用于装饰老祭衣间（Sagrestia Vecchia）。到1526年，它仍然不完整。1534年，米开朗基罗迁居罗马，留下这件未完成的作品，由尼科洛·特里博洛将其移动到目前的位置。
《美第奇圣母》描绘了一个场景，婴孩耶稣坐在圣母瑪利亞的大腿上，背向观众，试图喝圣母的奶汁，从所有迹象来看，她似乎都拒绝给孩子喂奶。圣母坐着，右臂放在身后，抓住座位的边缘， 然后左手靠在耶稣的手臂上，但绝不是把他抱在怀里，也绝不是拥抱她。另一个圣母拒绝喂奶的迹象，是她穿了一件完全裹紧的衣服。有人猜测，一尊5世纪的罗马雕塑《佩涅洛佩》影响了这个雕塑的姿势。
在伦敦大英博物馆和维也纳阿尔贝蒂娜博物馆，收藏有几幅草图，表现圣母的腿彼此平行。构图与《楼梯上的圣母》有点相似，圣母给孩子喂奶。后者正把身体转向他的母亲，把脸藏了起来。
通过米开朗基罗的个人著作、信件和诗歌，以及他乳母的回忆，众所周知，米开朗基罗在情感上非常关注圣母的母性，将圣母视为自己的乳母。人们认为，虽然《美第奇圣母》是一个订件，但是这件作品在很大程度上与他自己根深蒂固的个人问题有关。